# Ouvre-porte

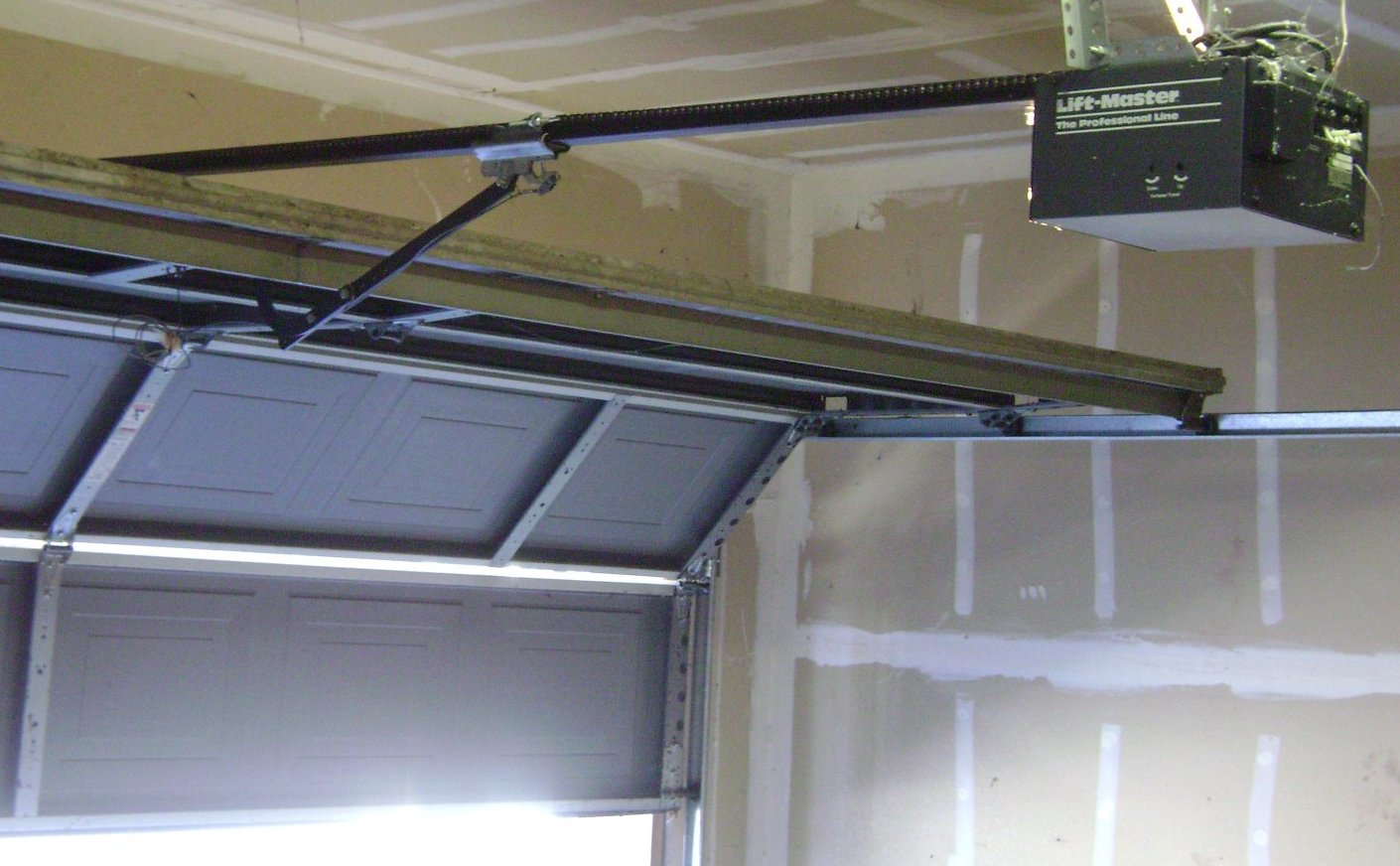

Un ouvre-porte est un dispositif permettant de débloquer ou d’ouvrir une porte à distance, souvent combiné à un interphone ou parlophone, ou à une télécommande.